# Гро, Франсуа
Франсуа Гро (фр. François Gros; 24 апреля 1925, Париж — 18 февраля 2022) — французский биохимик. Доктор наук (1952). Один из пионеров клеточной биохимии во Франции.
Член Французской академии наук (с 1979, её постоянный секретарь в 1991—2001), Технологической академии Франции, Европейской академии (1979), Американской академии искусств и наук (1977), иностранный член РАН (1999), член Американского общества биологов-химиков, Академии медицинских наук (Великобритания, иностранный член Афинской академии и Королевской академии наук, литературы и изящных искусств Бельгии, действительный член Академии «40» (Италия), член Индийской Национальной академии наук, Иностранный член-корреспондент Венесуэльской академии физико-математических и естественных наук.

## Биография
В 1945 году окончил Парижский университет. В 1959—1968 годах — руководитель научных исследований в Национальном центре научных исследований (CNRS), в 1968—1972 годах — профессор Парижского университета, в 1972—1995 годах — профессор Института Пастера (с 1976 — генеральный, с 1982 — почётный директор этого института), одновременно (1973—1996) годах — профессор Коллеж де Франс. В 1981—1985 годы был советником премьер-министра Франции.
Умер 18 февраля 2022 года

## Научная деятельность
Основные исследования в области молекулярной биологии; открыл матричную РНК (мРНК), исследовал регуляцию экспрессии генов при дифференцировке и развитии животных организмов.
Автор и соавтор более четырехсот публикаций, касающихся молекулярной биологии, в частности, образования и роли рибонуклеиновых кислот (1960).

## Награды
- 1964: Золотая медаль Пия XI Академии Папских Наук
- 1968: Премия Фонда Лакассаня
- 1969: Премия Академии наук имени Шарля Леопольда Майера
- 1978: Командор Ордена Дубовой короны Великого герцогства Люксембург
- 1980: Командор ордена Полярной звезды Швеции
- 1981: Кавалер Ордена Сельскохозяйственных заслуг
- 1991: Командор ордена Почётного легиона
- 1997: Командор ордена Восходящего солнца
- 1999: Премия имени Джавахарлала Неру академии наук Индии
- 2013: Великий офицер ордена Почётного легиона
- 2017: Кавалер Большого креста Ордена «За заслуги» (Франция)
- Премия Гей-Люссака Гумбольдта